# Diphyus populorum
Diphyus populorum là một loài tò vò trong họ Ichneumonidae.